# Церковь Святого Духа (Батуми)
Церковь Святого Духа (груз. სულიწმიდის კათოლიკური ეკლესია) — католический храм в Батуми, Грузия. Входит в состав Апостольской администратуры Кавказа.
Ранее в Батуми находился католический храм, построенный в 1903 году. Во время советской власти этот храм был конфискован и после обретения независимости Грузии передан Грузинской католической церкви]]. В настоящее время этот храм является кафедральным собором католической епархии.
Храм Святого Духа был построен в конце 1990-х года по проекту грузинских архитекторов Олега Патаридзе и Георгия Багошвили. Освящён в 2000 году апостольским администратором епископом Джузеппе Пазотто.